# Nobel-Center
Koordinaten: 59° 18′ 59″ N, 18° 5′ 30″ O

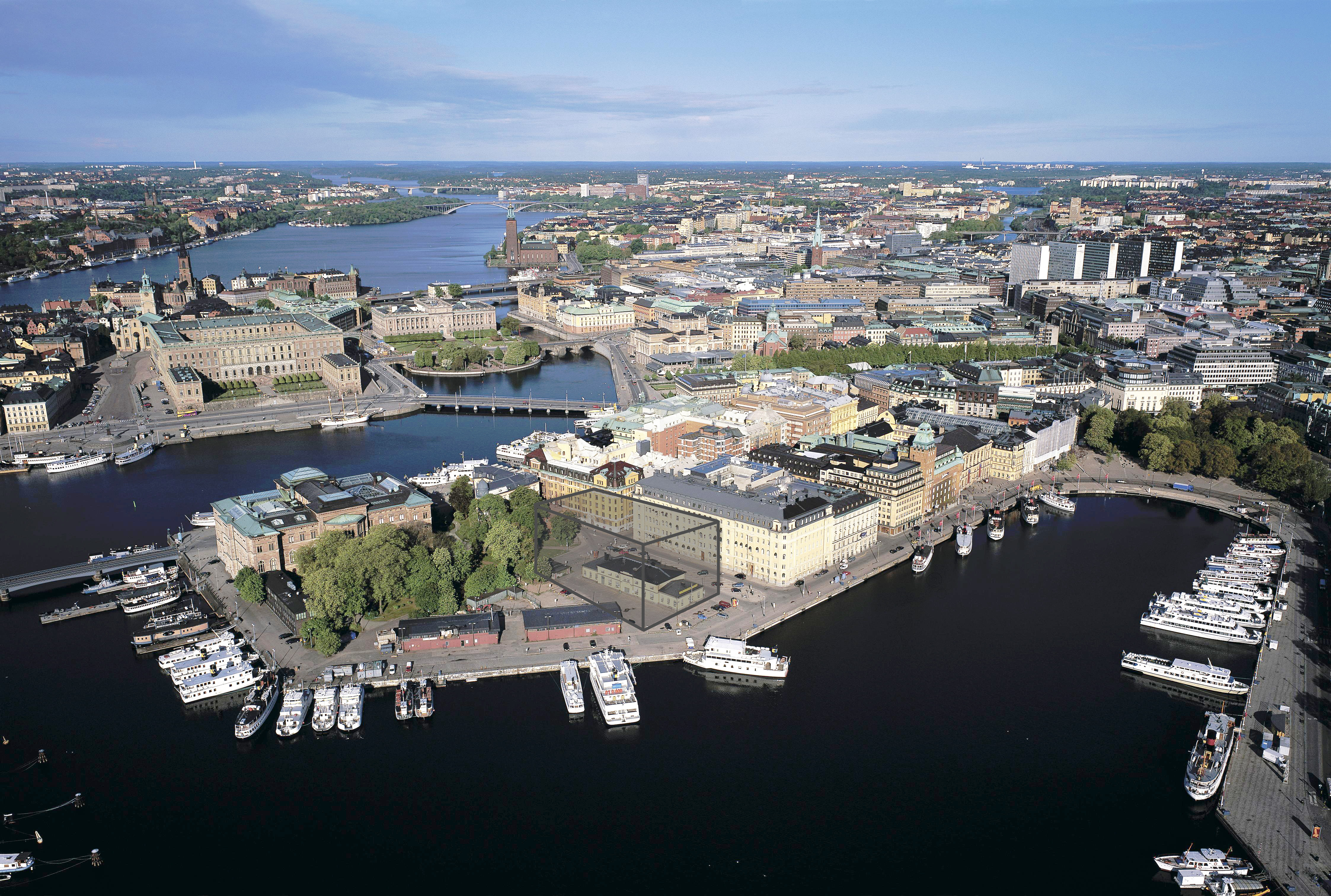
Auf der vorgesehenen Fläche stehen zurzeit (Oktober 2014) ein gelbes Zollgebäude und zwei rote Lagerhäuser. Das Volumen des geplanten Gebäudes ist schematisch grau dargestellt.

Das Nobel-Center, früherer Projektname Nobel Prize Center, ist ein geplantes Gebäude für die Nobelpreis-Stiftung in Stockholm, das unter anderem das gegenwärtig in der Altstadt gelegene Nobelmuseum aufnehmen soll. Neben den Ausstellungsräumen sind eine Bibliothek, Versammlungs- und Veranstaltungsräume, ein Restaurant und Verkaufsräume vorgesehen.
Als Platz wurde ursprünglich eine Fläche auf der Halbinsel Blasieholmen in Stockholm ausgewählt. Im Laufe der Vorbereitungen erfolgte ein Architekturwettbewerb, wobei der Vorschlag des britisch/deutschen Architektenduos David Chipperfield und Christoph Felgers gewann.
Aufgrund von Kritik am vorgesehenen Standort wurde 2020 ein neuer Standort gesucht. Der Bau des Nobel-Zentrums ist nun auf dem Grundstück Södermalm 7:87 (Hamnmästaren) entlang der Stadsgårdskajen, östlich von Slussen am nördlichen Ufer der Insel Södermalm, geplant.

## Ursprüngliche Planung
Im Dezember 2011 unterzeichneten die Nobelpreis-Stiftung und die Stadt Stockholm eine Absichtserklärung zum Bau des Nobel-Centers in der Nähe des Schwedischen Nationalmuseums. Als Hauptgrund wurden die zu kleinen Räumlichkeiten der Nobelmuseums in der Börse (Börshuset) genannt. Der Aktiengesellschaft Nobelhuset, die der Nobelpreis-Stiftung  gehört, wurde im August 2012 ein Bauplatz auf der Halbinsel Blasieholmen zugewiesen. Laut Plan war die Baufläche 20.000 m² groß, wobei die oberirdischen Gebäudeteile auf 12.400 m² begrenzt sind. Die Grundfinanzierung wurde durch zwei Spenden in Gesamthöhe von 800 Millionen SEK durch die Erling-Persson-Stiftung bzw. Knut-und-Alice-Wallenberg-Stiftung gesichert. Die auf 1,2 Milliarden SEK kalkulierten Gesamtkosten sollen privat finanziert werden. Die Stadt Stockholm überlässt das Grundstück und leistet nach Fertigstellung des Gebäudes einen jährlichen Beitrag von 30 Millionen SEK. Als Baubeginn war 2015 vorgesehen und die Einweihung sollte 2018 stattfinden.

### Architekturwettbewerb
Für die Gestaltung des Gebäudes und des angeschlossenen öffentlichen Raumes erfolgte ein internationaler Architekturwettbewerb. In der ersten Stufe wurden 12 Architekturbüros als Teilnehmer eingeladen. Von diesen gingen im November 2013 drei Büros mit ihren Vorschlägen ins Finale. Diese waren David Chipperfield Architects (England/Deutschland) sowie Gert Wingårdh (Schweden) und Johan Celsing (Schweden).
Der Entwurf Nobelhuset von David Chipperfields und Christoph Felgers mit einer Fassade aus vertikalen Messingelementen und Glas konnte den Wettbewerb im April 2014 gewinnen. Der Vorschlag enthielt unter anderem ein hufeisenförmiges Auditorium mit 1.400 Plätzen in dem nach Fertigstellung die Übergabe der Nobelpreise erfolgen sollte.

### Planungsgebiet
Das Planungsgebiet grenzte im Nordosten und Südosten an Kaianlagen an innerstädtischen Buchten der Ostsee, im Südwesten an das Nationalmuseum mit dem zugehörigen Museumspark, sowie im Nordwesten an die Straße Hovslagargatan mit Bauten aus dem frühen 20. Jahrhundert. Der kulturhistorische Wert der Halbinsel Blasieholmen wurde als sehr hoch eingeschätzt, da unter anderem das staatliche Baudenkmal (Byggnadsminne) Nationalmuseum inbegriffen ist. Auf dem Bauplatz befinden sich ein Zollgebäude von 1876 und zwei Hafenlager von 1910, die früher Teile des belebten Hafengebiets an den Ostseebuchten waren. Das Stockholmer Stadtmuseum stufte die drei Gebäude als besonders wertvoll ein, in historischer, kultureller und künstlerischer Hinsicht, sowie als Zeugen eines früheren Stadtmilieus. Beim Architekturwettbewerb wurde nicht explizit vorgegeben, dass die Gebäude an der jetzigen Stelle zu erhalten sind, was alle Teilnehmer ausnutzten.

### Kritik
Aufgrund des kulturhistorischen Wertes des Planungsgebiets und dessen Lage im Stadtzentrum war das Projekt umstritten. Kritiker, wie das Netzwerk Stockholm Skyline oder Anwohner, die sich in Facebook-Gruppen zusammengeschlossen haben, waren der Auffassung, dass die geplanten Bauten zu dominierend sind und nicht im Einklang mit den umliegenden Gebäuden stehen. Einige Kritiker verlangten den Erhalt des Zollhauses und der Hafenlager am Ort, da sie die letzten ihrer Art im Stockholmer Hafengebiet sind. Die von der Facebook-Gruppe Bevara Tullhuset eingeleitete Petition hatte Ende Oktober 2014 etwa 2.300 Unterschriften gesammelt. Der Kulturverein Stockholms sjögård sowie der Verein der Verkehrsteilnehmer im Stockholmer Schärengarten (Skärgårdens trafikantförening) wiesen darauf hin, dass durch die Bauten wichtige Kaiplätze für Fähren und Ausflugsboote verloren gehen.

## Aktuelle Planung
Aufgrund der Kritik wurde ein neuer Standort gesucht. Der Bau des Nobel-Zentrums ist nun auf dem Grundstück Södermalm 7:87 (Hamnmästaren) entlang der Stadsgårdskajen, östlich von Slussen am nördlichen Ufer der Insel Södermalm, geplant. Das Grundstück ist Teil des bestehenden, rechtskräftigen Bebauungsplans für Slussen. Ursprünglich war auf dem Gelände ein Bürogebäude vorgesehen. Der Bebauungsplan enthält klare und verbindliche Vorgaben für die Gebäudegestaltung, beispielsweise hinsichtlich der maximalen Höhe und Breite.
Die Erling-Persson-Stiftung und die Knut und Alice Wallenberg-Stiftung finanzieren den Bau gemeinsam mit der Nobel-Stiftung.
Mit der Gestaltung des Nobel-Zentrums in Stockholms Slussen wurde David Chipperfield Architects beauftragt.  Als lokaler Architekt fungiert Sweco.
Der Baubeginn ist für 2027 geplant, die Eröffnung für 2031.